# I.N
Yang Jeong-in, (en hangul, 양정인; en hanja, 梁精寅; Dong-gu, Busan, 8 de febrero de 2001), más conocido como I.N (아이엔), es un cantante y bailarín surcoreano. Es popularmente conocido por ser miembro del grupo Stray Kids.    

## Biografía y carrera

### 2001-2018: Primeros años e inicios en su carrera musical
I.N nació el 8 de febrero de 2001 en Dong-gu, Busan, Corea del Sur. De niño asistió a clases de artes marciales y muay thai. A los siete años, fue descubierto por un reclutador de modelos que lo invitó a realizar una audición, que aprobó con éxito. Sin embargo, abandonó el modelaje al año siguiente. En esa época comenzó a interesarse por la música, llevando a sus padres a contratar un maestro.
Jeongin se unió a JYP Entertainment como aprendiz en 2016. Después de graduarse de la secundaria, se tomó un año sabático antes de volver a estudiar porque quería concentrarse en el entrenamiento de la agencia. En agosto de 2017, se anunció que JYP junto con Mnet estaban preparando un nuevo reality show, que tenía como objetivo formar un grupo de chicos. La peculiaridad de este programa fue que desde el principio el grupo ya estaba formado y el objetivo de los chicos era debutar con nueve integrantes. Poco antes de debutar, adoptó un nombre artístico explicando que fue tomado de su nombre. No obstante, declaró que «In» era bastante simple. Así que lo transformó en «I.N». Debutó como integrante de Stray Kids con el lanzamiento del EP I Am Not el 26 de marzo de 2018.

### 2019-presente: Actividades en solitario
En 2019, él y su compañero Hyunjin hicieron una aparición en el drama A-Teen 2 de Naver TV Cast como los amigos de Cha Ah-hyun.
El 15 de febrero de 2021, se publicó un vídeo de la canción «Maknae on Top» (막내온탑) en el canal de YouTube de Stray Kids. La letra fue escrita por Bang Chan, Changbin y I.N. Es una composición humorística sobre la vida de I.N, el integrante más joven del grupo, quien dice «Puedo hablar formalmente, pero no quiero ser el más joven» y sobre la actitud de los otros miembros hacia él como el menor.

## Discografía

### Composiciones
| Canción                                               | Año  | Álbum      | Artista    | Letras     | Letras                                | Música     | Música                                      |
| Canción                                               | Año  | Álbum      | Artista    | Acreditado | Con                                   | Acreditado | Con                                         |
| ----------------------------------------------------- | ---- | ---------- | ---------- | ---------- | ------------------------------------- | ---------- | ------------------------------------------- |
| «School Life»                                         | 2018 | Mixtape    | Stray Kids | Yes        | Bang Chan, Han, Changbin, This N That | No         | —                                           |
| «You.»                                                | 2018 | I Am You   | Stray Kids | Yes        | Changbin, Hyunjin                     | Yes        | Changbin, Hyunjin, Hong Ji-sang             |
| «My Universe» (Seungmin, I.N featuring Changbin)      | 2020 | Go Live    | Stray Kids | Yes        | Iggy, Ung Kim, Changbin, Seungmin     | No         | —                                           |
| «Gone Away» (Han, Seungmin, I.N)                      | 2021 | Noeasy     | Stray Kids | Yes        | Han, Seungmin                         | Yes        | Han, Seungmin, Armadillo, Gump              |
| «Waiting For Us» (Bang Chan, Lee Know, Seungmin, I.N) | 2022 | Oddinary   | Stray Kids | Yes        | Bang Chan, Lee Know, Seungmin         | Yes        | Bang Chan, Lee Know, Seungmin, Nickko Young |
| «Can't Stop» (Seungmin, I.N)                          | 2022 | Maxident   | Stray Kids | Yes        | Seungmin                              | Yes        | Seungmin, Hong Ji-sang                      |
| «Hug Me» (안아줄게요)                                 | 2023 | SKZ-Replay | Stray Kids | Yes        | Bang Chan, Nickko Young               | Yes        | Bang Chan, Nickko Young                     |

## Filmografía

### Drama
| Año  | Título   | Cadena        | Nota(s)               |
| ---- | -------- | ------------- | --------------------- |
| 2019 | A-Teen 2 | Naver TV Cast | Invitado en el Ep. 16 |

### Programas de televisión
| Año  | Título                 | Cadena | Nota(s)    |
| ---- | ---------------------- | ------ | ---------- |
| 2017 | Stray Kids             | Mnet   | Competidor |
| 2021 | Kingdom: Legendary War | Mnet   | Ganador    |
| 2023 | LeeMujin Service       | KBS    | Invitado   |